# Hangar 18
«Hangar 18» — песня американской трэш-метал-группы Megadeth с альбома Rust in Peace, выпущенного в 1990 году. Композиция посвящена Ангару 18, расположенному на авиабазе в штате Невада, известной так же как "Зона 51" . В нём якобы хранится корабль пришельцев, привезенный сюда из Розуэлла после «Розуэлльского инцидента» в 1947 году.
Продолжение этой песни под названием «Return to Hangar» вошло в девятый альбом группы The World Needs a Hero, рассказывает об Ангаре 10 лет спустя.
В 1992 году «Hangar 18» был номинирован на премию Грэмми в номинации «Лучшее метал-исполнение».
На обложке альбома Rust in Peace, на котором представлена эта песня, изображен талисман группы Вик Раттлхэд и несколько мировых лидеров, наблюдающих за инопланетянином в криогенной камере. Обложка альбома и обложка сингла были разработаны одним и тем же художником, Эдвардом Дж. Репка.

## Написание песни
Являясь поклонником фильма «Ангар 18», Ник Менца написал стихи, посвященные тематике инопланетян. Вскоре лидер группы Дэйв Мастейн сочинил музыку на текст Менцы. Музыка очень схожа с композицией «The Call Of Ktulu» группы Metallica, одним из авторов которой является сам Мастейн. Но вместо арпеджио Мастейн предпочёл игру "чесом". Песня очень примечательна тем, что в конце идет настоящая гитарная дуэль Мастейна и Фридмана.

## Музыкальное видео
В видеоклипе на песню показаны пытки и опыты над пришельцами, опытами командует маскот группы Вик Раттлхэд. В начале видео играет тема Dawn Patrol, которая включена в альбом. Также видно участников, играющих в этом ангаре. В конце видео перед нами они предстают, замороженные в холодильных камерах.

## Список композиций
1. "Hangar 18 (укороченная версия)" - 3:18
2. "Hangar 18 (LP версия)" - 5:13
3. "The Conjuring (концерт)" - 5:06
4. "Hook in Mouth (концерт)" - 4:30
5. Специальное обращение к японским фанатам - 4:40

## Участники записи
- Дэйв Мастейн — соло-гитара, вокал
- Марти Фридмен — соло-гитара
- Дэвид Эллефсон — бас-гитара
- Ник Менца — ударные

## Чарты
| Чарт (1991)      | Позиция |
| ---------------- | ------- |
| UK Singles Chart | 26      |
| Ирландия (IRMA)  | 25      |